# Paul Isenberg
Paul Isenberg (* 15. April 1837 in Dransfeld; † 16. Januar 1903 in Bremen) war ein deutscher Zuckerfabrikant in Bremen und auf Hawaii.

## Biografie
Isenberg war der Sohn eines Pastors und Superintendenten in Wunstorf. Er besuchte das Realgymnasium in Braunschweig. Ab 1858 absolvierte er eine Ausbildung als Landwirt auf Hawaii. Danach war er Verwalter auf einer Vieh-Ranch und schließlich auf einer Zuckerplantage. Er heiratete die Tochter des Plantageneigentümers und wurde deren Leiter. 1867 starb seine erste Frau. Er knüpfte Verbindungen zu dem Zucker-Kaufmann Hinrich Hackfeld.
1869 heiratete er Beta (Wobetha Margaretha) Glade (1846–1933), eine Tochter eines Bremer Kaufmanns. Zunächst lebten beide in Hawaii und seine Firma hatte erhebliche wirtschaftliche Erfolge. 1878 zogen beide nach Braunschweig und 1879 nach Bremen. Hier wohnten sie im Haus Contrescarpe Nr. 3 (später Standort des Schauspielhauses). 1881 wurde Isenberg Teilhaber der Zuckerfabrik Heinrich Hackfeld. Als Hinrich Hackfeld 1886 im Alter von 70 Jahren die Geschäftsleitung an Isenberg abgab, war die Firma H. Hackfeld und Co. eine der größten Zuckerfabriken auf Hawaii. Isenberg unterstützte in Bremen einige soziale Projekte, vor allem den von Georg Treviranus 1846/1847 geschaffenen Ellener Hof, ein Heim für verwahrloste Kinder in  Bremen-Osterholz (Ellener Feld). Er richtete eine Paul-Isenberg-Stiftung ein, die bei seinem Tod mit einem Legat von 100.000 Mark für den Ellener Hof bedacht wurde. Die Isenbergstiftung wurde 1966 aufgelöst.
1895 gelangte das Gut Kamp (früher Gut Travenort) im Kreis Segeberg nahe der Grenze zu Ostholstein in der Holsteinischen Schweiz in den Besitz von Isenberg. Bis 1897 baute er für seine Familie den Gutshof, der seitdem im Besitz der Familie blieb und auf dem nach 1945 die Zucht von Schleswiger Kaltblutpferden begann.
1903, nach dem Tod von Isenberg, verblieb die Firma bei Beta Isenberg und bei Hackfeld. Dritter und letzter Leiter des Unternehmens wurde Konsul Johann Friedrich Hackfeld.
Beta Isenberg setzte die großzügige Förderung der sozialen Maßnahmen fort. Sie wohnte in Bremen, Contrescarpe 19, im heutigen Haus des Institut Français. Sie war Vorsitzende des Vereins für eine Zufluchtstätte für Frauen und Mädchen und baute 1914/15 nach Plänen von Abbehusen und Blendermann das Isenbergheim in der Neustadt, Kornstraße 209/211.
Das Isenbergsche Vermögen auf Hawaii ging zunächst 1917/18 im Ersten Weltkrieg verloren und verringerte sich in Bremen erheblich während der Inflation 1923/24.
Clara Isenberg, eine Tochter Isenbergs, heiratete 1907 in zweiter Ehe Hermann Sielcken, einen deutsch-amerikanischer Geschäftsmann, der als Kaffeeimporteur ein Vermögen machte. Nach dessen Tod heiratete sie in dritter Ehe den lettisch-deutschen Opernsänger (Bariton) Joseph Schwarz.